# Dactylopodopsis dilatata
Dactylopodopsis dilatata är en kräftdjursart som beskrevs av Georg Ossian Sars 1911. Dactylopodopsis dilatata ingår i släktet Dactylopodopsis och familjen Thalestridae. Inga underarter finns listade i Catalogue of Life.